# Hohentengen am Hochrhein
Hohentengen là một thị xã ở huyện Waldshut trong bang Baden-Württemberg thuộc nước Đức.